# Pas de Deux
Na dança, o grand pas de deux, ou pas de deux ([pɑ d(ə) dø] do francês: "passo à dois") é um trecho do balé que é executado somente por um dueto em destaque, geralmente uma bailarina e seu partner (os dançarinos principais), que executam os movimentos juntos e sincronizados (elevações, giros, saltos, equilíbrios  transportes (portés). O trecho é composto por: entrée (entrada de um personagem), adagio, variação masculina, variação feminina e, coda (às vezes chamado de coda générale ou grand coda).

## Etimologia
É um termo usado no balé clássico, que em francês significa "passo à dois".

## Execução
No pas de deux a maioria dos passos são executados usando as pontas, a bailarina precisa ter fortalecimento muscular e técnica mais avançados, para assim ter autonomia e segurança, podendo compartilhar sua dança com seu companheiro/partner.
Durante este trecho o partner, muitas vezes parece está parado, apenas servindo de apoio à bailarina agindo como uma "terceira perna": equilibrando, levantando, e girando-a.